# Zonska nogometna liga AKMO 1961./62.
Zonska nogometna liga AKMO, također i kao Zonska liga Kosovsko-metohijske oblasti, Kosovska zona, je bila liga trećeg stupnja nogometnog prvenstva Jugoslavije u sezoni 1961./62. 
 Sudjelovalo je 12 klubova, a prvak je bila "Budućnost" iz Peći. 

## Ljestvica
| mj. | klub                      | ut. | pob. | ner. | por. | gol+ | gol- | bod |
| --- | ------------------------- | --- | ---- | ---- | ---- | ---- | ---- | --- |
| 1.  | Budućnost Peć             | 22  | 17   | 4    | 1    | 63   | 18   | 38  |
| 2.  | Vlaznimi Đakovica         | 22  | 15   | 3    | 4    | 52   | 15   | 33  |
| 3.  | Obilić                    | 22  | 12   | 6    | 4    | 55   | 26   | 30  |
| 4.  | Borac Uroševac            | 22  | 12   | 3    | 7    | 41   | 35   | 27  |
| 5.  | Trepča Kosovska Mitrovica | 22  | 9    | 4    | 9    | 53   | 51   | 22  |
| 6.  | Grafičar Priština         | 22  | 8    | 4    | 10   | 41   | 47   | 20  |
| 7.  | Crvena zvezda Gnjilane    | 22  | 5    | 8    | 9    | 30   | 34   | 18  |
| 8.  | Sloga Lipljan             | 22  | 7    | 4    | 11   | 37   | 48   | 11  |
| 9.  | Metohija Prizren          | 22  | 8    | 1    | 13   | 46   | 62   | 17  |
| 10. | Građevinar Priština       | 22  | 6    | 3    | 13   | 31   | 45   | 15  |
| 11. | Radnički Vučitrn          | 22  | 5    | 5    | 12   | 35   | 56   | 15  |
| 12. | Podrimlje Orahovac        | 22  | 4    | 3    | 15   | 26   | 69   | 11  |

## Rezultatska križaljka
| kratica | klub                      | BOR | BUD | CRZ | GRĐ | GRF | MET | OBI | POD | RAD | SLO | TRE | VLA |
| --- | ------------------------- | --- | --- | --- | --- | --- | --- | --- | --- | --- | --- | --- | --- |
| BOR | Borac Uroševac            |     |     |     |     |     |     |     |     |     |     |     |     |
| BUD | Budućnost Peć             |     |     |     |     |     |     |     |     |     |     |     |     |
| CRZ | Crvena zvezda Gnjilane    |     |     |     |     |     |     |     |     |     |     |     |     |
| GRĐ | Građevinar Priština       |     |     |     |     |     |     |     |     |     |     |     |     |
| GRF | Grafičar Priština         |     |     |     |     |     |     |     |     |     |     |     |     |
| MET | Metohija Prizren          |     |     |     |     |     |     |     |     |     |     |     |     |
| OBI | Obilić                    |     |     |     |     |     |     |     |     |     |     |     |     |
| POD | Podrimlje Orahovac        |     |     |     |     |     |     |     |     |     |     |     |     |
| RAD | Radnički Vučitrn          |     |     |     |     |     |     |     |     |     |     |     |     |
| SLO | Sloga Lipljan             |     |     |     |     |     |     |     |     |     |     |     |     |
| TRE | Trepča Kosovska Mitrovica |     |     |     |     |     |     |     |     |     |     |     |     |
| VLA | Vlaznimi Đakovica         |     |     |     |     |     |     |     |     |     |     |     |     |
| |                           |     |     |     |     |     |     |     |     |     |     |     |     |
| podebljan rezultat - utakmice od 1. do 11. kola (1. utakmica između klubova) rezultat normalne debljine - utakmice od 12. do 22. kola (2. utakmica između klubova) rezultat nakošen - nije vidljiv redoslijed odigravanja međusobnih utakmica iz dostupnih izvora rezultat nakošen i smanjen * - iz dostupnih izvora nije uočljiv domaćin susreta prekrižen rezultat - poništena ili brisana utakmica p - utakmica prekinuta 3:0 p.f. / 0:3 p.f. - rezultat 3:0 bez borbe n.i. - nije igrano |                           |     |     |     |     |     |     |     |     |     |     |     |     |

 Izvori: 